# SJ Returns
 SJ Returns (Hangul: 슈주 리턴즈) es un programa de reality de Super Junior que documentó al grupo mientras preparaba su octavo álbum de estudio (PLAY) en 2017. Constó de 60 episodios de una duración aproximada de 5 minutos y fueron liberados diariamente en las plataformas digitales Naver TV y V Live, del 9 de octubre al 24 de noviembre de 2017, con subtítulos disponibles en múltiples idiomas. El programa se transmitió por primera vez en televisión en diciembre de 2017 por en canal coreano JTBC2. 
La segunda temporada SJ Returns 2 se estrenará el 5 de noviembre de 2018 con 7 miembros participantes. En esta ocasión Yesung no participará (por motivos de agenda) y Ryeowook se incorpora por primera vez, tras su salida del servicio militar obligatorio.

## Sinopsis
El programa documentó 120 días de las actividades de los miembros de Super Junior mientras preparaban su octavo álbum PLAY. En cada uno de los episodios se pudo ver a los miembros discutiendo el concepto del álbum, eligiendo el contenido, grabando las canciones y los videos musicales (Black Suit y One More Chance), entre otras actividades. 

## Reparto
|          | Temporada 1 | Temporada 2 | Temporada 3 |
| -------- | ----------- | ----------- | ----------- |
| Leeteuk  |             |             |             |
| Heechul  |             |             |             |
| Yesung   |             | [ 4 ]       |             |
| Shindong |             |             |             |
| Sungmin  | [ 5 ]       | [ 6 ]       | [ 6 ]       |
| Eunhyuk  |             |             |             |
| Donghae  |             |             |             |
| Siwon    |             |             |             |
| Ryeowook | [ 7 ]       |             |             |
| Kyuhyun  | [ 5 ]       | [ 7 ]       |             |

## Lista de Episodios

### Temporada 1: 120 días con Super Junior
| Episodio              | Fecha                   | Título | Naver TV | V Live (Subtítulos en español) |
| --------------------- | ----------------------- | --- | -------- | ------------------------------ |
| 1                     | 9 de octubre de 2017    | "Saludo! El regreso de Eunhyuk" (충성! 은혁의 귀환)                                                                  | EP 1     | EP 1                           |
| 2                     | 9 de octubre de 2017    | "El regreso de Eunhyuk a la variedad tras 2 años " (은혁, 2년만에 예능 컴백!)                                        | EP 2     | EP 2                           |
| 3                     | 10 de octubre de 2017   | "Almuerzo para celebrar el regreso de Eunhyuk" (전역 기념 점심식사)                                                  | EP 3     | EP 3                           |
| 4                     | 10 de octubre de 2017   | "El camino que debe de seguir SJ…" (슈퍼 주니어가 나아갈 길...)                                                      | EP 4     | EP 4                           |
| 5                     | 11 de octubre de 2017   | "Los métodos de SJ para tomarse selfies en el SMTOWN en TOKYO" (SMTOWN in TOKYO 슈주식 셀카법)                       | EP 5     | EP 5                           |
| 6                     | 11 de octubre de 2017   | "Primera reunión para el nuevo álbum de SJ" (슈퍼주니어 새 앨범 첫 회의)                                             | EP 6     | EP 6                           |
| 7                     | 12 de octubre de 2017   | "La reunión se sale del tema…" (회의는 점점 산으로...)                                                               | EP 7     | EP 7                           |
| 8                     | 12 de octubre de 2017   | "Mirando la historia de los álbumes de SJ" (슈퍼주니어 역대 앨범 훑어보기)                                           | EP 8     | EP 8                           |
| 9                     | 13 de octubre de 2017   | "Los records de SJ en premios musicales" (슈퍼주니어 역대 음원 성적 공개)                                            | EP 9     | EP 9                           |
| 10                    | 13 de octubre de 2017   | "La historia no contada de Yesung" (예성의 못다 한 이야기)                                                           | EP 10    | EP 10                          |
| 11                    | 16 de octubre de 2017   | "El miembro más querido de SJ" (슈퍼주니어 호감도 순위)                                                              | EP 11    | EP 11                          |
| 12                    | 16 de octubre de 2017   | "El miembro más conocido de SJ y el resultado esperado del nuevo álbum" (슈퍼주니어 인지도 순위& 새 앨범 예상 성적)  | EP 12    | EP 12                          |
| 13                    | 17 de octubre de 2017   | "Estableciendo las reglas de SJ 1" (슈주만의 규칙 정하기1)                                                           | EP 13    | EP 13                          |
| 14                    | 17 de octubre de 2017   | "Estableciendo las reglas de SJ 2" (슈주만의 규칙 정하기2)                                                           | EP 14    | EP 14                          |
| 15                    | 18 de octubre de 2017   | "Eligiendo las posiciones de SJ" (슈퍼주니어 자리 정하기)                                                            | EP 15    | EP 15                          |
| 16                    | 18 de octubre de 2017   | "Investigando las redes sociales de SJ" (슈퍼주니어 SNS 자체 검열)                                                   | EP 16    | EP 16                          |
| 17                    | 19 de octubre de 2017   | "Primera reunión para discutir la canción principal 1" (첫 번째 타이틀곡 회의1)                                      | EP 17    | EP 17                          |
| 18                    | 19 de octubre de 2017   | "Primera reunión para discutir la canción principal 1" (첫 번째 타이틀곡 회의2)                                      | EP 18    | EP 18                          |
| 19                    | 20 de octubre de 2017   | "Primera grabación del nuevo álbum 1" (새 앨범 첫 번째 녹음1)                                                        | EP 19    | EP 19                          |
| 20                    | 20 de octubre de 2017   | "Primera grabación del nuevo álbum 2" (새 앨범 첫 번째 녹음2)                                                        | EP 20    | EP 20                          |
| 21                    | 23 de octubre de 2017   | "Primera grabación del nuevo álbum 3" (새 앨범 첫 번째 녹음3)                                                        | EP 21    | EP 21                          |
| 22                    | 23 de octubre de 2017   | "Proyecto poniendo guapo a Kim Heechul" (김희철 예뻐지기 프로젝트)                                                   | EP 22    | EP 22                          |
| 23                    | 24 de octubre de 2017   | "Segunda reunión para discutir la canción principal 1" (두 번째 타이틀곡 회의1)                                      | EP 23    | EP 23                          |
| 24                    | 24 de octubre de 2017   | "Segunda reunión para discutir la canción principal 1" (두 번째 타이틀곡 회의2)                                      | EP 24    | EP 24                          |
| 25                    | 25 de octubre de 2017   | "Liberación de la canción principal del octavo álbum de Super Junior" (슈퍼주니어 8집 타이틀곡 공개)                 | EP 25    | EP 25                          |
| 26                    | 25 de octubre de 2017   | "[One More Chance] Día de grabación Parte 1" ([비처럼 가지 마요] 녹음1)                                              | EP 26    | EP 26                          |
| 27                    | 26 de octubre de 2017   | "[One More Chance] Día de grabación Parte 2" ([비처럼 가지 마요] 녹음2)                                              | EP 27    | EP 27                          |
| 28                    | 26 de octubre de 2017   | "[One More Chance] Día de grabación Parte 3" ([비처럼 가지 마요] 녹음3)                                              | EP 28    | EP 28                          |
| 29                    | 27 de octubre de 2017   | "[One More Chance] Día de grabación Parte 4" ([비처럼 가지 마요] 녹음4)                                              | EP 29    | EP 29                          |
| 30                    | 27 de octubre de 2017   | "[One More Chance] Día de grabación Parte 5" ([비처럼 가지 마요] 녹음5)                                              | EP 30    | EP 30                          |
| 31                    | 30 de octubre de 2017   | "[Black Suit] Preparándose 1" ([Black Suit] 본격 준비1)                                                              | EP 31    | EP 31                          |
| 32                    | 30 de octubre de 2017   | "[Black Suit] Preparándose 2_Práctica de baile" ([Black Suit] 본격 준비2_ 안무연습)                                  | EP 32    | EP 32                          |
| 33                    | 31 de octubre de 2017   | "[Black Suit] Preparándose 3_Las preocupaciones y esfuerzos de Heechul" ([Black Suit] 본격 준비3_희철의 고민과 노력) | EP 33    | EP 33                          |
| 34                    | 31 de octubre de 2017   | "Primer día de la sesión de fotos del álbum 1" (새 앨범 재킷 촬영 첫째 날1)                                          | EP 34    | EP 34                          |
| 35                    | 1 de noviembre de 2017  | "Primer día de la sesión de fotos del álbum 1" (새 앨범 재킷 촬영 첫째 날2)                                          | EP 35    | EP 35                          |
| 36                    | 1 de noviembre de 2017  | "Segundo día de la sesión de fotos del álbum" (새 앨범 재킷 촬영 둘째 날)                                            | EP 36    | EP 36                          |
| 37                    | 2 de noviembre de 2017  | "[Black Suit] Grabación del video musical 1" ([Black Suit] 뮤직비디오 촬영1)                                         | EP 37    | EP 37                          |
| 38                    | 2 de noviembre de 2017  | "[Black Suit] Grabación del video musical 2" ([Black Suit] 뮤직비디오 촬영2)                                         | EP 38    | EP 38                          |
| 39                    | 3 de noviembre de 2017  | "[Black Suit] Grabación del video musical 3" ([Black Suit] 뮤직비디오 촬영3)                                         | EP 39    | EP 39                          |
| 40                    | 3 de noviembre de 2017  | "[Black Suit] Grabación del video musical 4" ([Black Suit] 뮤직비디오 촬영4)                                         | EP 40    | EP 40                          |
| 41                    | 6 de noviembre de 2017  | "Proyecto poniendo guapo a Kim Heechul 2" (김희철 예뻐지기 프로젝트2)                                                | EP 41    | EP 41                          |
| 42                    | 6 de noviembre de 2017  | "Super Junior se va a un día de Deportes 1" (슈퍼주니어 단합대회 가는 길1)                                           | EP 42    | EP 42                          |
| 43                    | 7 de noviembre de 2017  | "Super Junior se va a un día de deportes parte 2" (슈퍼주니어 단합대회 가는 길2)                                     | EP 43    | EP 43                          |
| 44                    | 7 de noviembre de 2017  | "Super Junior se va a un día de deportes parte 3" (슈퍼주니어 단합대회 가는 길3)                                     | EP 44    | EP 44                          |
| 45                    | 7 de noviembre de 2017  | "Super Junior se va a un día de deportes parte 4" (슈퍼주니어 단합대회 가는 길4)                                     | EP 45    | EP 45                          |
| 46                    | 7 de noviembre de 2017  | "Super Junior se va a un día de deportes parte 5" (슈퍼주니어 단합대회 가는 길5)                                     | EP 46    | EP 46                          |
| 47                    | 8 de noviembre de 2017  | "El día de deportes de Super Junior: Deportes acuáticos Parte 1" (슈주 단합대회: 수상레저1)                          | EP 47    | EP 47                          |
| 48                    | 8 de noviembre de 2017  | "El día de deportes de Super Junior: Deportes acuáticos Parte 2" (슈주 단합대회: 수상레저2)                          | EP 48    | EP 48                          |
| 49                    | 9 de noviembre de 2017  | "El día de deportes de Super Junior: Deportes acuáticos Parte 3" (슈주 단합대회: 수상레저3)                          | EP 49    | EP 49                          |
| 50                    | 9 de noviembre de 2017  | "El día de deportes de Super Junior: Deportes acuáticos Parte 4" (슈주 단합대회: 수상레저4)                          | EP 50    | EP 50                          |
| 51                    | 13 de noviembre de 2017 | "El día de deportes de Super Junior: Juego "Escape del restaurante" Parte 1" (슈주 단합대회: 식당 탈출 게임1)        | EP 51    | EP 51                          |
| 52                    | 13 de noviembre de 2017 | "El día de deportes de Super Junior: Juego "Escape del restaurante" Parte 2" (슈주 단합대회: 식당 탈출 게임2)        | EP 52    | EP 52                          |
| 53                    | 14 de noviembre de 2017 | "El día de deportes de Super Junior: Juego "Escape del restaurante" Parte 3" (슈주 단합대회: 식당 탈출 게임3)        | EP 53    | EP 53                          |
| 54                    | 14 de noviembre de 2017 | "El día de deportes de Super Junior: Juego "Escape del restaurante" Parte 4" (슈주 단합대회: 식당 탈출 게임4)        | EP 54    | EP 54                          |
| 55                    | 15 de noviembre de 2017 | "El día de deportes de Super Junior: Juego "Escape del restaurante" Parte 5" (슈주 단합대회: 식당 탈출 게임5)        | EP 55    | EP 55                          |
| 56                    | 15 de noviembre de 2017 | "Super Junior’s Sports Day: Escape the Restaurant Game Part 6" (슈주 단합대회: 식당 탈출 게임6)                      | EP 56    | EP 56                          |
| 57                    | 16 de noviembre de 2017 | "El día de deportes de Super Junior: Juego "Escape del restaurante" Parte 7" (슈주 단합대회: 식당 탈출 게임7)        | EP 57    | EP 57                          |
| 58                    | 16 de noviembre de 2017 | "El día de deportes de Super Junior: Juego "Escape del restaurante" Parte 8" (슈주 단합대회: 식당 탈출 게임8)        | EP 58    | EP 58                          |
| 59                    | 17 de noviembre de 2017 | "El día de deportes de Super Junior: Hora de dormir" (슈주 단합대회: 취침시간)                                       | EP 59    | EP 59                          |
| 60                    | 17 de noviembre de 2017 | "120 días con Super Junior" (슈퍼주니어와 함께한 120일간의 여정)                                                     | EP 60    | EP 60                          |
| Detrás de cámaras 01  | 20 de noviembre de 2017 | "La tardanza de Super Junior" (슈퍼주니어의 지각)                                                                    | 01       | 01                             |
| Detrás de cámaaras 02 | 21 de noviembre de 2017 | "Las trampas de Super Junior" (슈퍼주니어의 떡밥)                                                                    | 02       | 02                             |
| Detrás de cámaras 03  | 22 de noviembre de 2017 | "Cámaras de D&E en LA" (D&E LA 셀프카메라)                                                                           | 03       | 03                             |
| Detrás de cámaras 04  | 23 de noviembre de 2017 | "Lo que pasó durante la práctica del baile" (슈퍼주니어 안무연습 중 벌어진 일)                                       | 04       | 04                             |
| Detrás de cámaras 05  | 24 de noviembre de 2017 | "El set del MV de [One More Chance]" ([비처럼 가지 마요] MV 촬영 현장)                                               | 05       | 05                             |
| Clips inéditos 01     | 16 de enero de 2018     | "PLAY los clips inéditos" ([비처럼 가지 마요] MV 촬영 현장)                                                          |          |                                |

### Temporada 2: E.L.F's Table
| Episodio | Fecha                   | Miembros                   | Título                                                                  | Naver TV                                                                                                | V Live (Subtítulos en español) |
| -------- | ----------------------- | -------------------------- | ----------------------------------------------------------------------- | --- | ------------------------------ |
| 1        | 5 de noviembre de 2018  | Leeteuk, Heechul, Shindong | (엘프를 위한 슈주의 ‘食’프로젝트)                                       | EP 1 | EP 1                           |
| 2        | 5 de noviembre de 2018  | Leeteuk, Heechul, Shindong | (이특, 희철, 신동의 도쿄 릴레이 미식 투어!)                             | EP 2 | EP 2                           |
| 3        | 5 de noviembre de 2018  | Leeteuk, Heechul, Shindong | (D&E 공연장 근처 맛집을 찾아서~)                                        | EP 3 | EP 3                           |
| 4        | 7 de noviembre de 2018  | Leeteuk, Heechul, Shindong | (D&E 공연장 근처 희철’s Pick 식당은?)                                   | EP 4 | EP 4                           |
| 5        | 7 de noviembre de 2018  | Leeteuk, Heechul, Shindong | (특요비와 제육신동의 입맛을 저격하라!)                                  | EP 5 | EP 5                           |
| 6        | 7 de noviembre de 2018  | Leeteuk, Heechul, Shindong | (희철 추천 엘프의 밥상 평가)                                            | EP 6 | EP 6                           |
| 7        | 12 de noviembre de 2018 | Leeteuk, Heechul, Shindong | (요리프로그램 MC 특요비가 추천한 두 번째 엘프의 밥상)                   | EP 7 | EP 7                           |
| 8        | 12 de noviembre de 2018 | Leeteuk, Heechul, Shindong | (일본 직장인들이 줄을 서서 먹는다는 오코노미야키의 맛)                  | EP 8 | EP 8                           |
| 9        | 12 de noviembre de 2018 | Leeteuk, Heechul, Shindong | (조리장 특선메뉴의 정체는? 멤버들의 혹독한(?) 밥상 평가 시간!)          | EP 9 | EP 9                           |
| 10       | 14 de noviembre de 2018 | Leeteuk, Heechul, Shindong | (쇼핑 독박(?) 라임 배틀 ‘00씨는 우리와 함께 쇼핑을 못하게 되었습니다')  | EP 10                                                                                                   | EP 10                          |
| 11       | 14 de noviembre de 2018 | Leeteuk, Heechul, Shindong | (쇼핑 타임도 분량 확보 이상무! 희철의 돌+I 모자SHOW!)                   | EP 11                                                                                                   | EP 11                          |
| 12       | 14 de noviembre de 2018 | Leeteuk, Heechul, Shindong | (희철,신동을 감동시킨 특요비 추천 초밥집의 대반전 맛!)                  | EP 12                                                                                                   | EP 12                          |
| 13       | 18 de noviembre de 2018 | Leeteuk, Heechul, Shindong | (‘이 초밥 200개도 먹을 수 있을 것 같아!' 도쿄에서 만난 슈주 인생 초밥') | EP 13                                                                                                   | EP 13                          |
| 14       | 18 de noviembre de 2018 | Leeteuk, Heechul, Shindong | (갑분싸 초밥의 등장! 특요비의 밥상 이대로 위기?)                        | EP 14                                                                                                   | EP 14                          |
| 15       | 21 de noviembre de 2018 | Leeteuk, Heechul, Shindong | (고기 마니아 신동이 추천하는 시선 강탈! 육즙 폭발! 야키니쿠 전문점)     | EP 15                                                                                                   | EP 15                          |
| 16       | 21 de noviembre de 2018 | Leeteuk, Heechul, Shindong | (이래서 순서가 중요해... 형 나 오늘 생일이라고!!!(ㅜㅜ))                | EP 16                                                                                                   | EP 16                          |
| 17       | 26 de noviembre de 2018 | Leeteuk, Heechul, Shindong | (먹방의 끝을 잡고~♪ 졸린 이특 번쩍 깨울 희철’s Pick 식당은?!)           | EP 17                                                                                                   | EP 17                          |
| 18       | 26 de noviembre de 2018 | Leeteuk, Heechul, Shindong | (엘프의밥상 별점 최고점 경신?! 모두를 놀라게 한 특별메뉴는 과연?)       | EP 18                                                                                                   | EP 18                          |
| 19       | 26 de noviembre de 2018 | Leeteuk, Heechul, Shindong | (드디어 만난 D&E! 형들이 준비한 엘프의 밥상 입도 안 대고 엎어버리다!)   | EP 19 (enlace roto disponible en Internet Archive; véase el historial, la primera versión y la última). | EP 19                          |
| 20       | 28 de noviembre de 2018 | Leeteuk, Heechul, Shindong | (쟤네 입맛 왜 저래!!” 첫 번째 밥상부터 D&E 입맛 저격 실패 위기!??)      | EP 20                                                                                                   | EP 20                          |
| 21       | 28 de noviembre de 2018 | Leeteuk, Heechul, Shindong | (안 먹어도 돼요?” 위기의 밥상! 꼴찌 유력 후보로 급부상한 멤버는?)       | EP 21                                                                                                   | EP 21                          |
| 22       | 28 de noviembre de 2018 | Leeteuk, Heechul, Shindong | (1등이 안되면 꼴찌만 면하자! 피 터지는 2등 싸움의 전말은?)              | EP 22                                                                                                   | EP 22                          |
| 23       | 28 de noviembre de 2018 | Leeteuk, Heechul, Shindong | (드디어 D&E의 최종 선택! 엘프에게 강력 추천할 도쿄 최고의 밥상은?)      | EP 23                                                                                                   | EP 23                          |
| 24       | 3 de diciembre de 2018  | Donghae, Eunhyuk           | (D&E 나고야 투어 대기실 모습 대공개!)                                   | EP 24                                                                                                   | EP 24                          |
| 25       | 3 de diciembre de 2018  | Shindong, Siwon, Ryeowook  | (신동, 시원, 려욱의 나고야 릴레이 미식 여행!)                           | EP 25                                                                                                   | EP 25                          |
| 26       | 3 de diciembre de 2018  | Shindong, Ryeowook         | (슈퍼주니어 다시 우(리)동(거했어요) 각?)                                | EP 26                                                                                                   | EP 26                          |